# Purgatori – Cant Primer
El primer cant del Purgatori de Dante Alighieri té lloc als peus de la muntanya del Purgatori, a la platja; estem a la nit entre el 9 i el 10 d'abril de 1300 (Setmana Santa), o segons altres comentaristes entre el 26 i el 27 de març de 1300.
Dante invoca les muses i sobretot Cal·líope perquè elevin el seu cant ara que ha sortit de la foscor de l’infern. Dante fa una evocació del cel austral com si l’hagués vist.
Aquí els pelegrins troben el vigilant del purgatori, Cató l’Uticense un patriota romà que va lluitar contra Juli Cèsar i que davant la derrota es va suïcidar. Dante fa que hagi sortit dels llimbs en el moment que també en van sortir els patriarques bíblics i tingui una possibilitat de remissió en el Purgatori.

## Anàlisi del cant
En aquest cant canvia completament el paisatge real i l'espiritual, però la proposta de l’argument, la invocació a les muses, la indicació de l’hora, l’aparició sobtada de Cató, que recorda l’aparició igualment sobtada de Virgili, les al·legories relacionades amb la natura, als estels, al mateix Cató, que es corresponen a les de la selva obscura, les feres, el llebrer, marquen la continuïtat amb l'Infern.
Al costat d’aquests elements recurrents, en compareixen d'altres del tot nous: la dolçor de les imatges i del llenguatge, els temes de l’amor i la llibertat, que corresponen a la retrobada pau del cor. Tanmateix, al costat d’aquests elements, que caracteritzen la nova situació poètica de la cantiga del Purgatori, es distingeix un tema particular al primer cant: el de la resurrecció, que es tradueix en diferents formes en les tres macro-seqüències del relat: la descripció del paisatge, la representació de Cató i el ritual de purificació final.

### Altre cop sobre la terra
L’ascens des del tancat abisme infernal a la superfície de la terra comporta la recuperació de la visió del món natural, que es realitza, no de manera violenta, en un pas sobtat de la foscor total a la resplendor d’una llum clara, sinó en una transició tranquil·la, ja que la brillantor indefinida i difusa de l’alba crea un ambient dolç d’acollida i expectativa.
Des dels primers versos, es fa evident l’èmfasi que posa Dante en la novetat i diversitat del purgatori respecte a l’infern.
“Per córrer millor aigua alça les veles / la barqueta del meu enginy que ara / ha deixat ja aquell mar tan cruel.”
És el 10 d’abril (diumenge de pasqua) i Dante s’omple d’alegria per una alba lluminosa a la platja del Purgatori. Han sortit de l’infern i després d’haver deixat el regne de la perdició, Dante fa els primers passos en el regne de l'esperança. El seu enginy diu, és com un vaixell que es prepara per seguir una ruta més tranquil·la, "Començaré a cantar el segon regne" on l'ànima es purifica i es torna digna de contemplar Déu.
Com ja va passar a l’Infern també aquesta vegada, el primer cant, juntament amb el segon, no es corresponen immediatament amb l’inici del nou viatge, sinó que representen el preludi de tot el càntic del purgatori i, per tant, n’anticipa moltes característiques, sigui en el contingut o en el to poètic.

### La invocació de les Muses
Les muses són invocades: “Renasca ací la poesia morta / oh Muses santes, ja que jo soc vostre;”; i d’elles Cal·líope en particular, per donar suport al cant del poeta amb la mateixa habilitat que van mostrar quan, desafiades a un concurs de cant per les Pièrides, van sortir victorioses i van castigar les desafiants [1]. És evident la referència a un exemple de supèrbia castigat; la supèrbia, pecat  del qual Dante reconeix que ell mateix ha estat tacat.

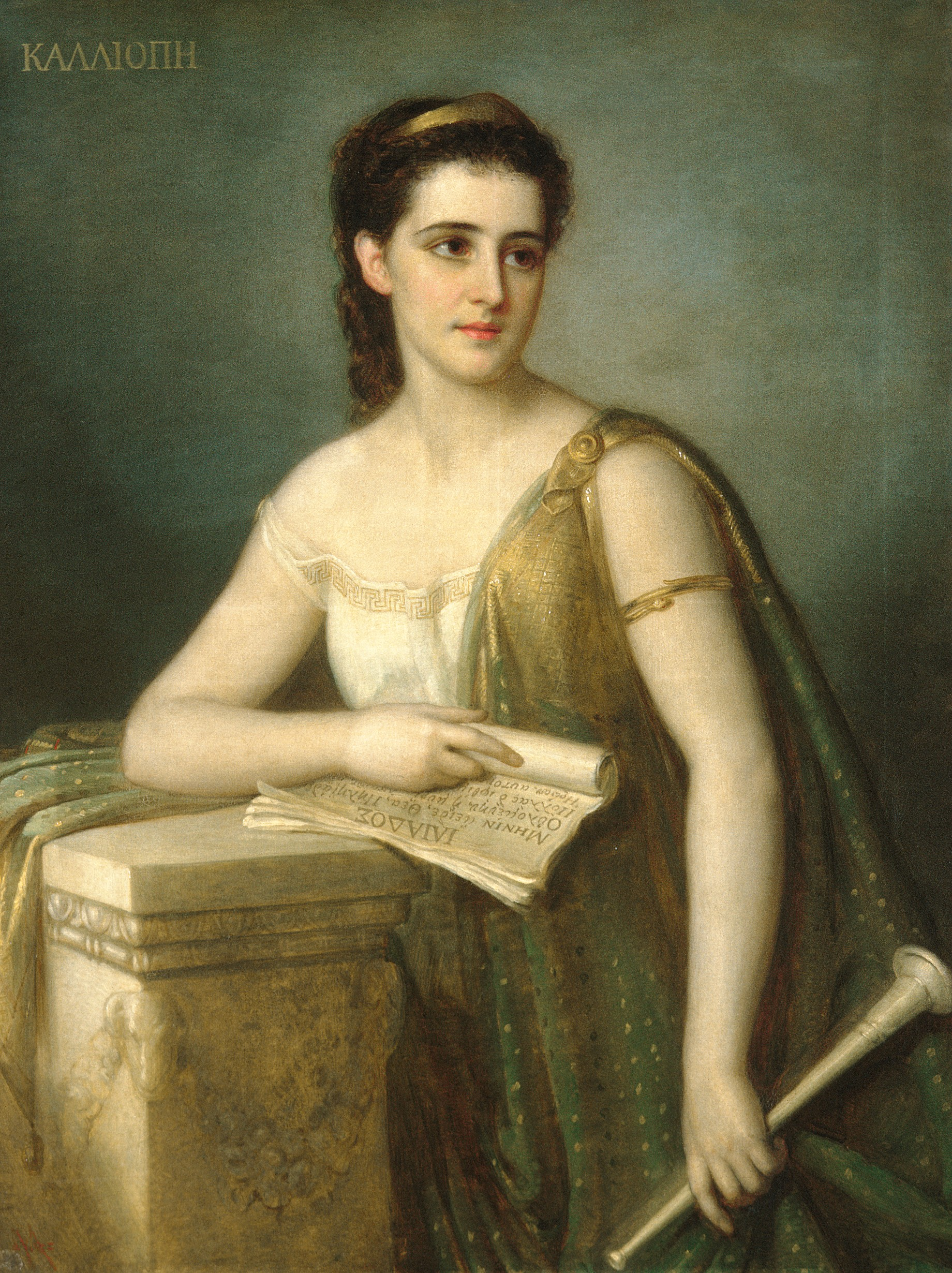
La musa Cal·líope: Giuseppe Fagnani 1869

El cel, el mar oposat a l’aire fosc i opressiu de l’Infern; l'evolució de la llum –de la foscor estelada a l’alba– que indica el pas del temps (mentre l’absència de temps, o l'eternitat de l’infern, és subratllada diversos cops a partir del començament del tercer cant). Al Purgatori el paper de Dante canvia ja que de ser observador participant i també crític, es transforma ell mateix en penitent al camí de purificació (com les ànimes que hi trobarà) i, per tant, ha de preparar-se amb humilitat per aquesta purificació, amb la certesa que serà la conquesta de la veritable llibertat, és a dir, deslliurar-se del pecat: aquests són els temes desenvolupats en el cant.

### El firmament de l’Hemisferi Sud – La Creu del Sud
L’aspecte de l’aire és serè, del: “dolç color de safir oriental” (el safir s’esmenta precisament perquè segons els lapidaris, el safir era la pedra que donava la llibertat), “Va renovar el delit dels meus ulls / a penes vaig eixir de l’aire mort / que m’havia entristit els ulls i el pit”. En ser al matí, el bell planeta Venus, símbol de l’amor i l’harmonia entre els homes, brillava a la zona oriental, anunciant el Sol: “El bell planeta que a l’amor ens mou / feia somriure l’orient sencer,”.
Quatre estrelles, símbol de les virtuts cardinals (prudència, justícia, fortalesa i temperància), brillen al cel del Purgatori: "Em vaig girar a mà dreta, contemplant / l'altre pol, i vaig veure quatre estrelles / mai vistes més que pels primers humans.". El poeta lamenta que aquests estels no siguin vistos pels homes (que habiten l’hemisferi nord), excepte els “primers humans” Adam i Eva, que van ser expulsats del paradís terrenal (que per Dante es troba sobre aquesta muntanya).
Coneixia Dante l'existència de les quatre estrelles de la Creu del Sud per haver entrat en contacte amb comerciants italians que havien arribat a Pèrsia o Egipte? Encara està en discussió, i possiblement no ho sabrem mai, però si bé el paisatge en què es troba el pelegrí és un paisatge autèntic, que el poeta no dubta a descriure de manera realista i les referències al cel, al mar, a la platja ens porten a una illa real, el significat profund de cada imatge està lligat al seu valor simbòlic, és a dir, al renaixement de l'esperit, que recupera la innocència: el cel, les quatre estrelles, la propera sortida del Sol representen un espai en què per sobre de la llei natural s’encén la llum regenerativa de la Gràcia. La dimensió temporal també confirma el mateix tema: allò que s’anuncia a l’horitzó és el diumenge de Pasqua, la Resurrecció de Crist, i això indueix a la dolçor i a l'esperança, però l’arribada a la platja que envolta la muntanya del Purgatori no és l’assoliment d’una meta final, sinó més aviat l’inici d’un viatge penitencial.
L’home ja no és com Adam; si vol recuperar el jardí perdut, ha de ser amb penes i treballs. La retrobada pau del cor ve marcada  per la tristesa, però està recolzada en l'esperança. D’altra banda, tots els valors simbòlics són absorbits per l’ambient poètic del relat, que es desenvolupa en un silenci recollit, corresponent a l’ansiosa expectativa del protagonista.

### La trobada amb Cató d’Útica
Davant dels pelegrins apareix un home d’aparença venerable, la simple visió del qual desperta respecte. Les quatre estrelles de la virtut il·luminen el seu rostre. El personatge pregunta amb severitat als dos poetes qui són; creu que són dos condemnats, ja que han arribat per una ruta excepcional: “Qui sou, que, amunt per un riu tenebrós, / heu escapat de les presons eternes?“... “Qui us ha guiat?”... “S’han trencat ja les lleis d’aquell abisme?”, / “o el cel ha canviat els seus decrets / perquè vingueu, condemnats al meu rost”. Virgili que reconeix tot seguit al personatge: “amb signes i amb la mà”, indueix Dante a assumir una actitud de submissió humil. Es tracta de Marc Porci Cató Uticense.
La resposta de Virgili descriu breument la condició de Dante, li explica els motius del viatge excepcional, dient que Dante no és mort, però que ha estat al punt de la mort espiritual: “Aquest no va veure mai l’últim vespre, / però hi va ser tan prop, per ser tan boig, / que li quedava poc temps de camí.” [2]

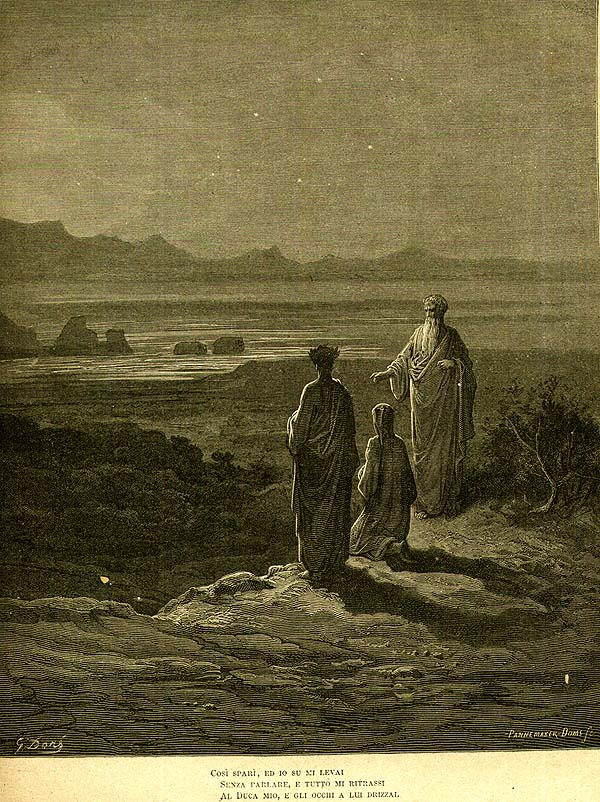
Primer Cant del Purgatori. Dante agenollat escolta a Cató Uticense, guardià del Purgatori. Gustave Doré

Davant de Cató, el comportament de Virgili és gairebé com el d'una persona caiguda en falta, que volgués fer-se perdonar alguna cosa o obtenir un favor: cosa estranya, quan sabem que ell està investit d’una missió divina. Però Dante ha volgut representar en aquest comportament el caràcter suau i dolç del seu guia, en contrast amb la rigidesa i austeritat de Cató, que sembla intimidar-lo: també perquè Cató és la primera ànima salvada que Virgili es troba. És una escena molt humana i tan viva, que no es ressent del fet que Dante hagi oblidat durant una estona la veritable essència de la missió de Virgili [3]
“Tal com t’he dit, jo vaig ser enviat / per salvar-lo, i no hi havia altra via / que aquesta per la qual he caminat.”.
Segueix Virgili en actitud submisa: “Que la seua vinguda et siga grata” i posa de relleu el vincle entre Dante i Cató, tots dos a la recerca de la llibertat: “va buscant la llibertat, tan estimada / com sap qui per ella es llevà la vida.” [4], i a qui la mort, enfrontada a una necessitat moral tan elevada, no li va resultar amarga [5]. Cató es va llevar la vida, i tot i això es troba al Purgatori (recordem que Dante representa els suïcides a l'Infern, entre els violents contra ells mateixos). Això obre un problema d’interpretació de no poca importància.
També la figura de Cató Uticense, l'estricte guardià del Purgatori, en el seu paper substancial d’assistent, està relacionada amb el tema de la resurrecció. En ell també, com en el paisatge, la realitat i el símbol s’uneixen: és una figura històrica, però, com a màrtir de la llibertat, representa simbòlicament la renúncia de l’ànima al pecat amb l’objectiu de la recuperació de la llibertat total.
No és un heroi polític ni molt menys un sant: posseeix saviesa i virtuts naturals, però no la Gràcia. Per tant, recorda la figura d’Adam i anuncia com serà l’home sobre el cim del Purgatori. Amb el seu sacrifici recorda el de Crist i, per tant, la possibilitat de la resurrecció. Per tant, juntament amb la figura de l’antic savi, es rememora la del patriarca bíblic.
Com és que Cató segons Dante és digne de ser assenyalat com si fos Déu? Potser haurem de resignar-nos a aquesta estupefaent i arriscadíssima resposta: Perquè suïcidant-se (sota la iniciativa de Déu), Cató prefigura l’acte del Déu que consent que mori Crist, mort del Déu que, per restituir als homes aquella llibertat que supera i molesta tant a la mort, se suïcida en el seu fill, el Cató de Dante podria ser així i estaria en el punt d’intersecció entre l’ètica estoica i la imitació de Crist: És la més perfecta “figura de Crist” extreta del cànon dels herois pagans. [7]
La funció de guardià encara situa Cató en l'exili: serà salvat només el darrer dia. Però a través d’ell, que constitueix un exemplum, els que arriben a les seves coves descobreixen en el Purgatori el regne de la llibertat. En aquest sentit, Cató integra i supera el paper de Virgili, ja que en ell la virtut pagana estoica s’integra (simbòlicament) amb la veritat de la revelació cristiana. La literatura llatina ja al segle I aC presenta Cató com a exemple de virtut; el suïcidi, però desperta un judici negatiu entre els pensadors cristians (per exemple en Sant Agustí).
Virgili encara en actitud submisa, menciona a Màrcia, i demana a Cató que per l’amor d’ella els deixi passar: “pel seu amor, plega’t al que et demane”. És en nom de la esposa de Cató que Virgili demana la seva benevolència, però la inflexibilitat moral d'aquest indica com n’és de vana aquesta sol·licitud en el lloc on l’única voluntat a seguir és la de Déu. Al Purgatori, Cató és una representació de l’alliberament del pecat, mentre que a la Terra és una representació del respecte a la llei: “Màrcia va ser tan amable als meus ulls,”; “Però, ara que és enllà del riu funest, / no em pot commoure, per aquella llei / que es va imposar quan jo eixia d’allà.”. Quan Cató surt dels Llimbs, la “nova llei”(la seua situació d’elegit) l’allunya definitivament dels qui s’han quedat a l’altra banda [10]. A més de tot això en ell no hi pot haver cap nostàlgia per la vida terrenal, fins i tot quan aquella pren la cara dolça i pura de la seva dona Màrcia. La seva llibertat consisteix a desitjar el bé, però a la vegada inclou l’alliberament de tota passió i de qualsevol afecte exclusivament mundà.
La Raó de Dante (Virgili), s’esforça per complaure a Cató i obtenir la seva benevolència; però en aquesta actitud Dante pretén fer veure que Virgili amb la seva raó pràctica entén de les coses mundanes, però no entén de les coses de l’altra vida [8]. Tot i això el diàleg entre tots dos revela la sorprenent penetració de Dante en el caràcter humà, contraposant la cortesia del mantovà a l’austeritat del Uticense [9]: “Però si una dama del cel et mena / i et mou, com dius, no et cal afalagar-me: / demana-m’ho per ella, i serà prou.”

### El ritual de purificació
Al final del cant, deixant a Cató, Dante i Virgili continuen sols en silenci al llarg de la platja: el poeta torna als temes del paisatge i el camí amb què va començar el cant, però ara la relació amb la natura adquireix un valor encara més finament religiós, mitjançant el compliment del ritu que Cató havia prescrit.
L’alba, amb la seva llum, ja venç la foscor. A terra creix herba que està humida de la rosada nocturna: “Quan vam ser en un lloc on la rosada / pugna amb el sol...”; Virgili col·loca les palmes obertes sobre la gespa molla i les passa per les galtes de Dante. Les traces de l’infern s’esborren: “i allà, ell em va tornar a descobrir / el color que l’infern m’havia amagat.”
Els joncs creixen a la riba de l’illa del Purgatori, símbol de la humilitat de qui se sotmet al poder diví, no tenen nusos i segueixen amb el seu moviment el de les ones que els vinclen: “Allà em cenyí, com l’altre havia volgut”. Immediatament, al lloc deixat buit pel jonc, en reneix un altre per indicar com la humilitat crea humilitat i és inesgotable.
Dante doncs es purifica el rostre amb la rosada i cenyeix la seva vida (es vesteix d’humilitat) amb un jonc recte. El silenci constant i ininterromput del poeta-protagonista és un signe d’aquesta humilitat, és a dir, del ressorgiment d’una consciència pura, que, precisament per la seva concentració religiosa, es troba al centre del cant: d’ell, de la seva salvació i de la de qualsevol dels homes, dels quals ell en seria la representació, en parlen Virgili i Cató, reclamant cap a ell l’atenció del lector.
Des de l’arribada a la platja el cant és ple d’actes simbòlics, que fan referència a ritus i cerimònies litúrgiques: girar a la dreta, contemplar les estrelles, indicar l'hora ...; això significa que Dante, mitjançant rituals que fan al·lusió a la confessió, es reintegra a la naturalesa primitiva i recupera el sentit de comunitat (d’aquí començaran les nombroses trobades amb els amics de la seva joventut, que tindran lloc al Purgatori). Per aquest motiu, el ritual de la purificació i la humilitat és essencial per a l’inici de la resurrecció espiritual. La sacralitat de la cerimònia dona a Dante una magnanimitat que el fa superior al model d’heroi representat per Farinata degli Uberti (Infern, Cant desè) obrint-li un destí molt diferent.

## Recitats a la xarxa
- Sermonti,Vittorio: https://www.youtube.com/watch?v=Tgw7BWO1f5o
- Paràfrasi i imatges animades: https://www.youtube.com/watch?v=okCXTDO5yvs
- Carlo d’Angelo: https://www.youtube.com/watch?v=0Zxas31YUmE